# Hanriot HD.14
Hanriot HD.14 là một loại máy bay huấn luyện quân sự, được sản xuấtts số lượng lớn tại Pháp trong thập niên 1920.

## Biến thể
- HD.14
- HD.14ter
- HD.14S (Sanitaire)
- HD.141
- H.410
- H.411
- LH.412
- H.28
- Ki 1

## Quốc gia sử dụng
Bỉ
- Không quân Bỉ

 Pháp
- Aéronautique Militaire

 Nhật Bản
- Không quân Lục quân Đế quốc Nhật Bản (145, do Mitsubishi chế tạo)

 Estonia
- Không quân Estonia (2)

 Ba Lan
- Không quân Ba Lan (295)

 Liên Xô
- Không quân Liên Xô (30)

 Bulgaria
- Không quân Bulgary

 México
 Tây Ban Nha

## Tính năng kỹ chiến thuật (HD.14)
Đặc điểm tổng quát
- Kíp lái: 2
- Chiều dài: 7.80 m (23 ft 10 in)
- Sải cánh: 10.87 m (35 ft 8 in)
- Chiều cao: 3.00 m (9 ft 10 in)
- Diện tích cánh: 34.5 m2 (370 ft2)
- Powerplant: 1 × Le Rhône 9, 60 kW (80 hp)

Hiệu suất bay
- Vận tốc cực đại: 110 km/h (68 mph)
- Tầm bay: 180 km (112 dặm)
- Trần bay: 4.000 m (13.125 ft)